# 湯朝竹山人
湯朝 竹山人（ゆあさ ちくさんじん、1875年〈明治8年〉4月8日 - 1944年〈昭和19年〉1月2日）は大正・昭和時代前期の小唄研究家。名は観明。著書・編著書には湯朝観明の名前でもクレジットされる。姓は湯浅とも書く。

## 略伝
1875年（明治8年）、瀬戸内海東部の家島（現・兵庫県）にある浄土真宗の寺に生まれる。父は住職・湯朝鐵龍。1897年（明治30年）ごろ『万朝報』の記者として宗教欄を担当するほか、社主の黒岩周六（涙香）に代わって「俚謡正調」欄の選者となり、紙面の呼び物として評判となる。大正時代になると、端唄・小唄などの三味線小歌曲や民謡の研究に従事した。晩年は漢詩に没頭し、詩友であった上野の寛永寺山主の世話で凌雲院に寓居する。1944年（昭和19年）正月におたふく風邪の診断を受けて入院し、その2日後に死去。享年70歳。大僧正によって「竹山院釋観明」と追号された。

## 著作・編著
- 『理想の家庭』（1905年）
- 『結婚論』（1906年）
- 『通人物語趣味の東京』（1913年）
- 『記者生活硬派軟派』（1913年）
- 『諸国俚謡傑作集』（1915年、辰文館）
- 『禅房の一年間』（1915年）
- 『小唄撰』（1916年、阿蘭陀書房〈アルス社の前身〉）
- 『小唄夜話』（1925年、石渡正文堂）
- 『小唄漫考』（1926年、アルス社）
- 『小唄研究』（1926年、アルス社）
- 『浮れ草』（1927年、アルス社）
- 『歌謡襍稿』（1931年、東北書院）
- 『杯洗の雫』（1934年、書物展望社）